# Monte Carlo Challenger 1994
Il Monte Carlo Challenger 1994 è stato un torneo di tennis facente parte della categoria ATP Challenger Series nell'ambito dell'ATP Challenger Series 1994. Il torneo si è giocato a Monte Carlo in Monaco dall'11 al 17 aprile 1994 su campi in terra rossa.

## Vincitori

### Singolare
Andrea Gaudenzi ha battuto in finale  Gérard Solvès con il punteggio di 6–2, 6–1

### Doppio
Henrik Holm /  Magnus Larsson hanno battuto in finale  Cristian Brandi /  Federico Mordegan con il punteggio di 7–6, 6–2